# Ezekiel Mphahlele
Ezekiel Es'kia Mphahlele (Pretoria, 17 dicembre 1919 – 27 ottobre 2008) è stato uno scrittore sudafricano.

## Biografia
Nato nelle catapecchie di Pretoria, città sudafricana, nel 1919, dopo gli studi si è dato all'insegnamento, ma a causa dell'apartheid ha dovuto abbandonare questa posizione più per obbligo che per scelta. 
È poi stato costretto all'esilio dal suo Paese - recandosi in Nigeria (1957-61), Francia (1961-63), Kenya (1963-66), Stati Uniti d'America (Colorado dal 1966 al 1974 e Philadelphia dal 1974 al 1977) - per farvi ritorno nel 1977.

## Opere
Il suo più importante lavoro è forse l'autobiografia Down Second Avenue, dove tramite la storia di un ragazzino di Pretoria ci narra quella che poi sarà la sua vita, tra povertà, apartheid, conflitti tra conquistatori e nativi, abbandono e ricongiungimento alla famiglia.